# 我孫子市立並木小学校
我孫子市立並木小学校（あびこしりつ なみきしょうがっこう）は、千葉県我孫子市北部を通る国道6号線近くにある公立小学校。通称は「なみき小」（ - しょう）。我孫子第一小学校と根戸小学校の急激な児童増加に伴い開校した。2025年で創立45周年になる。校地は埋立地である。

## 校風

### 学校の特色
学習指導要領の趣旨を十分理解し、創意ある教育活動、時代の要請や社会の要請に応える教育実践を推進する。児童の実態を的確に把握した上で、教育課程の具体的計画を立案し「生きる力」を備え、「知・徳・体」の調和のとれた「並木っ子」の育成に努めている。

### 学校教育目標
- 「21世紀を生き抜く並木っ子」
- 「心やさしく かしこく たくましい子どもの育成」
  - な なかよし みんながやさしいハートの並木っ子
  - み 自ら進んで学ぶパワーの並木っ子
  - き 気持ちも体もファイトいっぱい並木っ子

### わんぱく丸
校庭南側にある、1984年（昭和59年）3月に完成した遊具。外観は船の形をしている。大雨時には調整池として利用される。並木小学校のブログ名の由来はこの遊具である。老朽化のため撤去

### 教科別特殊プログラム
算数
職員研修教科となっている。研究テーマは「思考力を身につけさせ、学び方を育てる学習はどうあるべきか」であり、全学年で取り組んでいる。
国語
「読み聞かせ」活動を盛んに行う。全校朝会で校長による読み聞かせの他、保護者の強力により「読み聞かせ」をする場を広める活動をしている。

## 学区
地域別
我孫子、つくし野、久寺家、並木

## 沿革
- 1981年（昭和56年）4月 - 並木地区に並木小学校を新設
- 1984年（昭和59年） - 遊具・調整池であるわんぱく丸を設置

## 部活動
運動部
- 陸上部

文化部
- 吹奏楽部

## クラブ活動
- 手芸クラブ
- 屋外スポーツクラブ 他

## 行事
- 入学式
- 1年生を迎える会
- 運動会
- 修学旅行
- 文化鑑賞会
- PTAふれあいバザー
- 音楽集会
- 持久走大会
- 校内書き初め会
- 卒業を祝う会
- 卒業式